# Popo Park
La localidad de Popo Park, pertenece al municipio de Atlautla en el Estado de México y ocupa el último lugar en población con 1214 habitantes en el municipio. Colinda al este con el fraccionamiento Delicias, al oeste Ozumba de Alzate, y al sur de San Juan Tehuixtitlán.
Dicha localidad se encuentra en una de las carreteras que suben al pueblo de San Juan Tehuixtitlan e históricamente era una de los destinos de un tren regional que se fundó durante el Porfiriato

## Origen del nombre
Popo Park obtiene su nombre por la combinación del nombre del volcán Popocatépetl y la palabra inglesa "Park" que significa Parque.

## Tradiciones y comidas típicas
Los chinelos es una procesión típica de las fiestas de San Francisco de Asís los días 4 de octubre, se festejan con música de banda de pueblo, con fuegos artificiales y los chinelos que son un personaje del folclore de los pueblos del estado de México y Morelos. Dicha procesión sigue el recorrido del pueblo vecino de San Juan Tehuixtitlan a la de Iglesia San Francisco Popo Park
Tlacoyos o Tlatloyos con salsa y queso son una comida típica de la región elaborada con una masa de maíz azul y frijoles que se cocinan a fuego en una plancha de hierro típica llamada comal.